# Triumfetta pentandra
Espèce
Synonymes
- Triumfetta cuneata Hochst. ex A. Rich.[1]
- Triumfetta neglecta Wight & Arn.[1]

Triumfetta pentandra A. Rich, aussi appelée « Lapullier à 5 étamines », est une espèce végétale de la famille des Malvaceae. Cette plante annuelle herbacée ou arbuste pérenne se retrouve dans la plupart des régions sèches d'Afrique tropicale.

## Description
Sa tige, souvent ligneuse à la base, a la forme d'un tube de couleur rougeâtre à verte, pouvant atteindre jusqu'à 2 mètres de haut. Les fleurs en petites glomérules sont orangées, et comprennent 5 à 13 étamines. Le fruit est indéhiscent, sous forme de capsule ovoïde épineuse longue de 4 mm. La germination a lieu de fin juin à fin septembre suivie de la floraison avec la diminution de la photopériode .
L'aire de répartition de Triumfetta pentandra est large. On la trouve au niveau de la mer jusqu'à 1700 mètres d'altitude.  Elle pousse dans l'ensemble des zones tropicales, depuis le Cap Vert, la Mauritanie, le Cameroun et le Sénégal jusqu’en Érythrée et en Éthiopie, et vers le sud jusqu’en Namibie, au Botswana, au Zimbabwe, au Mozambique, à Madagascar, à l’île de la Réunion et à l’île Maurice . Elle est présente en forêt, dans les zones marécageuses mais également dans les zones cultivées.

## Utilité
Si Triumfetta pentandra est parfois considérée comme une adventice, elle constitue aussi une source de mucilage, de fibre, ainsi qu'un précieux remède contre de nombreuses pathologies. 
Les fibres libériennes sont utilisées dans la confection des lignes de pêche, de cordages et de ficelles. Une fois cuites, les feuilles sont consommées comme des légumes tandis que l'écorce des pousses vertes est une source de mucilage donnant aux soupes et aux sauces une consistance gluante. Au Cameroun, la sauce obtenue à partir de cette plante est appelée Nkui. Le mucilage issu des espèces de Triumfetta possède une valeur énergétique élevée, il est de ce fait utilisé dans l'alimentation infantile.
Au Congo, cette plante est employée en médecine traditionnelle pour ses propriétés hypotensives permettant de réguler et de stabiliser la tension artérielle. Les copeaux de racines fraîches appliqués sur les plaies et les petites blessures servent d'analgésiques et d'anti-inflammatoires. La feuille broyée s’applique quant à elle en emplâtres pour le traitement des goitres et des difformités. 
En médecine vétérinaire au Burundi, le jus des feuilles est administré en traitement de la theilériose.

## Liste des variétés
Selon Catalogue of Life (1 août 2017) :
- variété Triumfetta pentandra var. homoiotrichia

Selon Tropicos (1 août 2017) (Attention liste brute contenant possiblement des synonymes) :
- variété Triumfetta pentandra var. homoitrichia Chiov.
- variété Triumfetta pentandra var. pentandra